# Felipe Pardo
Édgar Felipe Pardo Castro (Quibdó, 17 agosto 1990) è un calciatore colombiano, centrocampista dell'Alianza.

## Carriera

### Club
Ha giocato nella prima divisione colombiana, in quella portoghese, in quella greca, in quella francese, in quella messicana ed in quella venezuelana.

### Nazionale
Ha giocato nella nazionale colombiana Under-17.
Tra il 2015 ed il 2017 ha segnato una rete in 3 presenze con la maglia della nazionale maggiore.

## Palmarès

### Club

#### Competizioni nazionali
- Campionato colombiano: 1

Independiente Medellín: 2009-II
- Campionato greco: 1

Olympiakos: 2015-2016
- Campionato venezuelano: 1

Deportivo Táchira: 2024